# Георгиевская (Псковская область)
Георгиевская — деревня в Завеличенской волости Псковского района Псковской области России.
Расположена в 2 км к западу от западной границы города Пскова.

## Население
| 2010 | 2014 |
| ---- | ---- |
| 0    | ↗8   |

Постоянное население в деревне долгое время формально отсутствовало, фактически там проживают семьи военнослужащих, прописанных в близлежащей военной части. На 2014 год — 8 жителей.

## История
Деревня была создана и наименована на основании Постановления Правительства Российской Федерации № 793 от 19 ноября 2007 года и включена в состав Завеличенской волости согласно Закону Псковской области от 7 апреля 2011 года № 1063-ОЗ, вступившему в силу 12 апреля 2011 года.
Решение о создании населённого пункта для военных было принято в 2007 году в целях определения места постоянной дислокации войсковой части. Название деревни связано с именем православного храма имени Георгия Победоносца.